# 팔도식모
팔도식모는 한국에서 제작된 전우열 감독의 1970년 영화이다. 박노식 등이 주연으로 출연하였고 홍정기 등이 제작에 참여하였다.

## 출연

### 주연
- 박노식
- 김동원
- 김희준

## 제작진
- 조명: 조기남
- 미술: 조경환